# Estádio Ismael Benigno
Het Estádio Ismael Benigno is een multifunctioneel stadion in Manaus, een stad in Brazilië. Het stadion heette eerder Estádio Gilberto Mestrinho. De bijnaam is 'Colina'.
Het stadion wordt vooral gebruikt voor voetbalwedstrijden, de voetbalclub São Raimundo EC maakt gebruik van dit stadion. Tijdens het wereldkampioenschap voetbal van 2014 werd dit stadion gebruikt als trainingsveld. In het stadion is plaats voor 16.000 toeschouwers. Het stadion werd geopend in 1961. 